# Cratere Kourou
Kourou  è un cratere sulla superficie di Marte.